# قائمة المناطق الزمنية حسب الدولة
تمثل هذه القائمة "المناطق الزمنية حسب البلد. تمّ ترتيب البلدان حسبب العدد الإجمالي للمناطق الزمنية على أراضيها. تتضمن المناطق الزمنية لدولة ما تلك التي تغطي الأراضي الملحقة (باستثناء القارة القطبية الجنوبية). لفرنسا أكثر من 12 منطقة زمنية بما في ذلك أقاليم ما وراء البحار. للعديد من الدول توقيت صيفي حيث تضيف ساعة واحدة خلال الصيف محلياً، لكن القائمة لا تتضمن تلك المعلومة.
| الدولة (الدول ذات السيادة)  | عدد المناطق الزمنية | المنطقة الزمنية | ملاحظات                           |
| --------------------------- | ------------------- | --- | --------------------------------- |
| فرنسا                       | 12 (13)             | ت ع م-10:00 — جزر الجمعية، جزر تواموتو، جزر أوسترال ت ع م-09:30 — جزر ماركيساس ت ع م-09:00 — جزر غامبير ت ع م-08:00 — جزيرة كليبرتون ت ع م-04:00 (توقيت الأطلنطي الموحد) — غوادلوب، مارتينيك، سان بارتيلمي، تجمع سان مارتين ت ع م−03:00 (PMST) — غويانا الفرنسية، سان بيير وميكلون ت ع م+01:00 (توقيت وسط أوروبا) — فرنسا متروبوليتان ت ع م+03:00 — مايوت، جزر مبعثرة في المحيط الهندي ت ع م+04:00 — لا ريونيون، جزر كروزيت ت ع م+05:00 — جزر كيرغولين، جزيرة سان بول وجزيرة أمستردام جزر ت ع م+10:00 — أرض أديلي ت ع م+11:00 — كاليدونيا الجديدة ت ع م+12:00 — واليس وفوتونا | توقيت فرنسا                       |
| روسيا                       | 11                  | ت ع م+02:00 (توقيت كالينينغراد) — أوبلاست كالينينغرادسكايا ت ع م+03:00 (توقيت موسكو) — معظم روسيا الأوروبية ت ع م+04:00 (توقيت سامارا) — أوبلاست أستراخان، سمارا أوبلاست، ساراتوف أوبلاست، أودمورتيا، وأوليانوفسك أوبلاست ت ع م+05:00 (توقيت يكاترينبورغ) — باشكورستان، أوبلاست تشيليابنسك، أوكروغ خانتي-مانسي ذاتية الحكم، أوبلاست كورغان، أورنبرغ أوبلاست، بيرم كراي، أوبلاست سفردلوفسك، تيومين أوبلاست، وأوكروغ يامالو-نينيتس الذاتية ت ع م+06:00 (توقيت أومسك) — أوبلاست أومسك ت ع م+07:00 (توقيت كراسنويارسك [الإنجليزية]) — كراي ألطاي، جمهورية ألطاي، أوبلاست كيمروفسكايا، خقاسيا، كراسنويارسك كراي، نوفوسيبيرسك أوبلاست، تومسك أوبلاست، وتوفا ت ع م+08:00 (توقيت أوركتسك) — بورياتيا وإركوتسك أوبلاست ت ع م+09:00 (توقيت ياكوتسك) — أوبلاست أمور، ياقوتيا الغربية، وكراي عبر البايكال ت ع م+10:00 (توقيت فلاديسفوستك) — الأوبلاست اليهودية الذاتية، خاباروفسك كراي، بريمورسكي كراي، ووسط ياقوتيا ت ع م+11:00 (توقيت ماغادان) — ماغادان أوبلاست، ياقوتيا الشرقية، وساخالين أوبلاست ت ع م+12:00 (توقيت كمتاشكا) — أوكروغ تشوكوتكا الذاتية وكراي كامشاتكا                                    | توقيت روسيا                       |
| الولايات المتحدة            | 11                  | ت ع م-12:00 (غير رسمي) — جزيرة بيكر وجزيرة هاولاند ت ع م-11:00 (توقيت ساموا الأمريكية) — ساموا الأمريكية، جزيرة جارفيس، شعب كينغمان المرجانية، جزر الميدواي وجزر بالميرا المرجانية ت ع م-10:00 (HT) — هاواي، ومعظم جزر ألوتيان، وجزيرة جونستون المرجانية ت ع م-09:00 (AKT [الإنجليزية]) — ومعظم ولاية ألاسكا ت ع م-08:00 (توقيت منطقة المحيط الهادي الزمني) — توقيت منطقة المحيط الهادي الزمني: ولايات ساحل المحيط الهادي وأيداهو ومعظم نيفادا وأوريغون ت ع م−07:00 (MT) — المنطقة الزمنية الجبلية: معظم ولاية أيداهو، جزء من أوريغون، وإقليم الجبال بالإضافة إلى الأجزاء الغربية لبعض الولايات المجاورة ت ع م−06:00 (المنطقة الزمنية الوسطى) — المنطقة الزمنية الوسطى: مساحة كبيرة تمتد من ساحل الخليج الأمريكي إلى البحيرات العظمى ت ع م-05:00 (منطقة زمنية شرقية) — منطقة زمنية شرقية: تقريبًا مثلث يغطي جميع الولايات من منطقة البحيرات العظمى إلى فلوريدا ومن الشرق إلى الولايات المتحدة الساحل الشرقي للولايات المتحدة ت ع م-04:00 (توقيت الأطلنطي الموحد) — بورتوريكو، جزر العذراء الأمريكية ت ع م+10:00 (ChT [الإنجليزية]) — غوام وجزر ماريانا الشمالية ت ع م+12:00 (غير رسمي) — جزيرة ويك | توقيت الولايات المتحدة            |
| قالب:بيانات بلد أنتاركتكا   | 9                   | ت ع م−03:00 (ART) — محطة بالمر، قاعدة روثيرا للأبحاث ت ع م±00:00 (توقيت غرينيتش) — محطة ترول ت ع م+03:00 — محطة شوا ت ع م+05:00 — محطة ماوسن ت ع م+06:00 — محطة فوستوك ت ع م+07:00 — محطة ديفيس ت ع م+10:00 — محطة دومون دو أورفيل ت ع م+11:00 — محطة كاسي ت ع م+12:00 — قاعدة ماك موردو، محطة أمندسن سكوت | توقيت أنتاركتكا                   |
| أستراليا                    | 9                   | ت ع م+05:00 — جزيرة هيرد وجزر ماكدونالد ت ع م+06:30 — جزر كوكوس ت ع م+07:00 (CXT) — جزيرة كريسماس ت ع م+08:00 (AWST) — أستراليا الغربية، المحيط الهادي الهندي سكة حديدية تمتد بين ميناء أوغستا وجنوب أستراليا وكالغورلي، غرب أستراليا) ت ع م+08:45 (CWT) – جنوب أستراليا (Border Village)، أستراليا الغربية (Caiguna، Cocklebiddy، Eucla، Madura، Mundrabilla) ت ع م+09:30 (ACST) — جنوب أستراليا، إقليم شمالي (أستراليا)، نيوساوث ويلز (مقاطعة يانكوينا) ت ع م+10:00 — كوينزلاند، نيوساوث ويلز، إقليم العاصمة الأسترالية، فيكتوريا (أستراليا)، تاسمانيا ت ع م+10:30 — جزيرة لورد هاو ت ع م+11:00 (NFT) — جزيرة نورفولك | توقيت أستراليا                    |
| المملكة المتحدة             | 9                   | ت ع م-08:00 — جزر بيتكيرن ت ع م-05:00 — جزر كايمان، جزر توركس وكايكوس ت ع م-04:00 (توقيت الأطلنطي الموحد) — أنغويلا، برمودا، جزر العذراء البريطانية، مونتسرات ت ع م−03:00 (FKST) — جزر فوكلاند ت ع م−02:00 — جورجيا الجنوبية وجزر ساندويتش الجنوبية ت ع م±00:00 (توقيت غرينيتش في شتاءً/التوقيت الصيفي البريطاني في الصيف) — أراضي المملكة المتحدة الرئيسية، سانت هيلانة وأسينشين وتريستان دا كونا، غيرنزي، جزيرة مان، جيرزي ت ع م+01:00 (توقيت وسط أوروبا) — جبل طارق ت ع م+02:00 (توقيت شرق أوروبا) — أكروتيري ودكليا ت ع م+06:00 — إقليم المحيط الهندي البريطاني | توقيت المملكة المتحدة             |
| كندا                        | 6                   | ت ع م-08:00 (توقيت منطقة المحيط الهادي الزمني) — أكبر جزء غربي من كولومبيا البريطانية، Tungsten وأراضي منجم كانتونغ في الأقاليم الشمالية الغربية، يوكون (إقليم) ت ع م−07:00 (MT) — ألبرتا، وبعض مناطق كولومبيا البريطانية الغربية، معظم مساحة الأقاليم الشمالية الغربية، نونافوت (غرب 102°W وجميع المجتمعات في منطقة Kitikmeot)، لويدمنستر (البرتا) والمناطق المحيطة بساسكاتشوان ت ع م−06:00 (المنطقة الزمنية الوسطى)— مانيتوبا، نونافوت (بين 85° غرب و 102°W باستثناء جزيرة ساوثهامبتون الغربية), أونتاريو (شمال غرب أونتاريو الواقعة غرب 90°W مع بعض استثناءات ومنطقة بحيرة تروت الكبيرة شرق 90°W)، ساسكاتشوان except لويدمنستر (البرتا) ت ع م-05:00 (منطقة زمنية شرقية) — نونافوت شرق 85°W وجزيرة ساوثهامبتون بأكملها، أونتاريو شرق 90°W (باستثناء منطقة بحيرة تروت الكبيرة) بالإضافة إلى العديد من المناطق الغربية ، كيبك (معظم المقاطعة) ت ع م-04:00 (توقيت الأطلنطي الموحد) — لابرادور (الكل ما عدا الطرف الجنوبي الشرقي)، نيو برونزويك، نوفا سكوشا، جزيرة الأمير إدوارد، الجزء الشرقي من كيبك ت ع م-03:30 (NT [الإنجليزية]) — لابرادور (جنوب شرق)، نيوفندلاند (جزيرة)                      | توقيت كندا                        |
| الدنمارك                    | 5                   | ت ع م-04:00 — قاعدة ثول الجوية في جرينلاند ت ع م−03:00 — معظم مناطق جرينلاند،بما في ذلك الساحل الجنوبي المأهولة والساحل الغربي ت ع م−01:00 — إيتوكورتيرمايت والمناطق المحيطة بمقاطعة تونو ت ع م±00:00 — دنماركسهافن محطة الطقس والأراضي المحيطة بمقاطعة تونو، جزر فارو ت ع م+01:00 (توقيت وسط أوروبا) — أراضي الدنمارك الرئيسية | توقيت الدنمارك                    |
| نيوزيلندا                   | 5                   | ت ع م-11:00 — نييوي ت ع م-10:00 — جزر كوك ت ع م+12:00 — الإقليم الرئيسي في نيوزيلندا ت ع م+12:45 — جزر تشاتام ت ع م+13:00 — توكيلاو | توقيت نيوزيلندا                   |
| البرازيل                    | 4                   | ت ع م-05:00 (توقيت برازيليا −2) — أكري والجنوب الغربي من ولاية الأمازون ت ع م-04:00 (Brasília time −1 ‏) — معظم أجزاء ولاية الأمازون، ماتو غروسو، ماتو غروسو دو سول، روندونيا، رورايما ت ع م−03:00 (توقيت برازيليا) — المنطقة الجنوبية الشرقية (البرازيل)، المنطقة الجنوبية (البرازيل)، المنطقة الشمالية الشرقية (البرازيل) (باستثناء بعض الجزر)، غوياس، القطاع الفدرالي (البرازيل)، توكانتينس، بارا، أمابا ت ع م−02:00 (توقيت برازيليا +1) — عدد قليل من الجزر قرابة الساحل الشرقي للبرازيل (فرناندو دي نورونيا، ترينداد ومارتين فاز، جزيرة روكاس الإستوائية، أرخبيل القديس بطرس والقديس بولس) | توقيت البرازيل                    |
| المكسيك                     | 4                   | ت ع م-08:00 (المنطقة 4 أو المنطقة الشمالية الغربية) — ولاية باها كاليفورنيا ت ع م−07:00 (المنطقة 3 أو منطقة الباسيفيك) — ولايات: ولاية باها كاليفورنيا سور، ولاية شيواوا، ولاية ناياريت، ولاية سينالوا وولاية سونورا ت ع م−06:00 (منطقة 2 أو المنطقة الوسطى) — معظم أراضي المكسيك ت ع م-05:00 (المنطقة 1 أو المنطقة الجنوبية الشرقية) — ولاية كينتانا رو | توقيت المكسيك                     |
| تشيلي                       | 3                   | ت ع م−06:00 — جزيرة القيامة ت ع م-04:00 — أراضي تشيلي الرئيسية ت ع م−03:00 — إقليم ماجلان | توقيت تشيلي                       |
| إندونيسيا                   | 3                   | ت ع م+07:00 (توقيت غرب إندونيسيا القياسي) — جزر سومطرة، جاوة (جزيرة)، جزيرة مادورا، مقاطعات بانغكا - بليتونغ، جزر رياو، كالمنتان الغربية وكالمنتان الوسطى ت ع م+08:00 (توقيت وسط إندونيسيا القياسي) — جزر سولاوسي، بالي، مقاطعات نوسا تنقارا الشرقية، نوسا تنقارا الغربية، كالمنتان الشرقية، كالمنتان الشمالية وكليمنتان الجنوبية ت ع م+09:00 (توقيت شرق إندونيسيا القياسي) — مقاطعات مالوكو (إندونيسيا)، مالوكو الشمالية، بابوا (إندونيسيا) وبابوا الغربية | توقيت إندونيسيا                   |
| كيريباتي                    | 3                   | ت ع م+12:00 — جزر غيلبرت ت ع م+13:00 — جزر فينيكس ت ع م+14:00 — جزر الخط | توقيت كيريباتي                    |
| جمهورية الكونغو الديمقراطية | 2                   | ت ع م+01:00 (توقيت غرب أفريقيا) — مقاطعات إكواتور ‏، كينشاسا، الكونغو الوسطى، كوانغو، مقاطعة كويلو، مقاطعة ماي ندومبي، مونغالا، أوبانغي الشمالية، أوبانغي الجنوبية وتشوابا ت ع م+02:00 (CAT) — مقاطعات Bas-Uele، Haut-Katanga، أوت لومامي، Haut-Uele، مقاطعة كاساي، Kasaï-Central، كاساي أورينتال، Lomami، Lualaba، مانيما، كيفو الشمالية، سانكورو، كيفو الجنوبية، Tanganyika، تشوبو وIturi Interim Administration | توقيت جمهورية الكونغو الديمقراطية |
| إكوادور                     | 2                   | ت ع م−06:00 (GALT) — مقاطعة غالاباغوس ت ع م-05:00 (توقيت الإكوادور) — الأراضي الرئيسية في الإكوادور | توقيت الإكوادور                   |
| ميكرونيسيا                  | 2                   | ت ع م+10:00 — ولاية تشوك وولاية ياب ت ع م+11:00 — ولاية كوسراي وولاية بونبي | توقيت ميكرونيسيا                  |
| كازاخستان                   | 2                   | ت ع م+05:00 — كازاخستان الغربية (أوبليس أكتوبي، أوبليس أتيراو، أوبليس كيزيلوردا، أوبليس مانكيستاو، كازاخستان الغربية) ت ع م+06:00 — كازاخستان الشرقية | توقيت كازاخستان                   |
| هولندا                      | 2                   | ت ع م-04:00 (توقيت الأطلنطي الموحد) — الكاريبي البلديات والدول المكونة ت ع م+01:00 (توقيت وسط أوروبا) — لمعظم أراضي هولندا |                                   |
| منغوليا                     | 2                   | ت ع م+07:00 — مقاطعات: مقاطعة خوفد، محافظة أوفس ومحافظة بايان-أولجي ت ع م+08:00 — معظم أراضي الدولة | توقيت منغوليا                     |
| بابوا غينيا الجديدة         | 2                   | ت ع م+10:00 — معظم الدولة ت ع م+11:00 — منطقة بوغانفيل ذاتية الحكم (Bougainville Standard Time) |                                   |
| البرتغال                    | 2                   | ت ع م−01:00 — الأزور ت ع م±00:00 (توقيت غرب أوروبا) — ماديرا ومعظم أراضي البرتغال | توقيت البرتغال                    |
| جنوب أفريقيا                | 2                   | ت ع م+02:00 (التوقيت القياسي لجنوب أفريقيا) — معظم أراضي جنوب أفريقيا ت ع م+03:00 — جزر الأمير إدوارد |                                   |
| إسبانيا                     | 2                   | ت ع م±00:00 (توقيت غرب أوروبا) — جزر الكناري ت ع م+01:00 (توقيت وسط أوروبا) — معظم أراضي إسبانيا | توقيت إسبانيا                     |
| أوكرانيا                    | 2                   | ت ع م+02:00 (توقيت شرق أوروبا) | توقيت أوكرانيا                    |
| أفغانستان                   | 1                   | ت ع م+04:30 | توقيت أفغانستان                   |
| ألبانيا                     | 1                   | ت ع م+01:00 (توقيت وسط أوروبا) | توقيت ألبانيا                     |
| الجزائر                     | 1                   | ت ع م+01:00 (توقيت وسط أوروبا) | توقيت الجزائر                     |
| أندورا                      | 1                   | ت ع م+01:00 (توقيت وسط أوروبا) | توقيت أندورا                      |
| أنغولا                      | 1                   | ت ع م+01:00 (توقيت غرب أفريقيا) | توقيت أنغولا                      |
| أنتيغوا وباربودا            | 1                   | ت ع م-04:00 (توقيت الأطلنطي الموحد) |                                   |
| الأرجنتين                   | 1                   | ت ع م−03:00 (ART) | توقيت الأرجنتين                   |
| أرمينيا                     | 1                   | ت ع م+04:00 | توقيت أرمينيا                     |
| النمسا                      | 1                   | ت ع م+01:00 (توقيت وسط أوروبا) | توقيت النمسا                      |
| أذربيجان                    | 1                   | ت ع م+04:00 | توقيت أذربيجان                    |
| البهاما                     | 1                   | ت ع م-05:00 (منطقة زمنية شرقية) |                                   |
| البحرين                     | 1                   | ت ع م+03:00 | توقيت البحرين                     |
| بنغلاديش                    | 1                   | ت ع م+06:00 (توقيت بنغلاديش) | توقيت بنغلاديش                    |
| بربادوس                     | 1                   | ت ع م-04:00 |                                   |
| بيلاروس                     | 1                   | ت ع م+03:00 (ت ع م+03:00) | ت ع م+03:00                       |
| بلجيكا                      | 1                   | ت ع م+01:00 (توقيت وسط أوروبا) | توقيت بلجيكا                      |
| بليز                        | 1                   | ت ع م−06:00 |                                   |
| بنين                        | 1                   | ت ع م+01:00 (توقيت غرب أفريقيا) |                                   |
| بوتان                       | 1                   | ت ع م+06:00 (توقيت بوتان) | توقيت بوتان                       |
| بوليفيا                     | 1                   | ت ع م-04:00 |                                   |
| البوسنة والهرسك             | 1                   | ت ع م+01:00 (توقيت وسط أوروبا) | توقيت البوسنة والهرسك             |
| بوتسوانا                    | 1                   | ت ع م+02:00 (CAT) |                                   |
| بروناي                      | 1                   | ت ع م+08:00 | توقيت بروناي                      |
| بلغاريا                     | 1                   | ت ع م+02:00 (توقيت شرق أوروبا) | توقيت بلغاريا                     |
| بوركينا فاسو                | 1                   | ت ع م±00:00 |                                   |
| بوروندي                     | 1                   | ت ع م+02:00 (CAT) |                                   |
| كمبوديا                     | 1                   | ت ع م+07:00 | توقيت كمبوديا                     |
| الكاميرون                   | 1                   | ت ع م+01:00 (توقيت غرب أفريقيا) |                                   |
| الرأس الأخضر                | 1                   | ت ع م−01:00 (توقيت الرأس الأخضر) |                                   |
| جمهورية أفريقيا الوسطى      | 1                   | ت ع م+01:00 (توقيت غرب أفريقيا) |                                   |
| تشاد                        | 1                   | ت ع م+01:00 (توقيت غرب أفريقيا) |                                   |
| الصين                       | 1                   | ت ع م+08:00 (التوقيت في الصين) (يُستخدم توقيت شينجيانغ بشكل غير رسمي في التبت وشينجيانغ فقط) | التوقيت في الصين                  |
| كولومبيا                    | 1                   | ت ع م-05:00 | توقيت كولومبيا الرسمي             |
| جزر القمر                   | 1                   | ت ع م+03:00 (توقيت شرق أفريقيا) |                                   |
| الكونغو                     | 1                   | ت ع م+01:00 (توقيت غرب أفريقيا) |                                   |
| كوستاريكا                   | 1                   | ت ع م−06:00 | توقيت كوستاريكا                   |
| كرواتيا                     | 1                   | ت ع م+01:00 (توقيت وسط أوروبا) | التوقيت في كرواتيا                |
| كوبا                        | 1                   | ت ع م-05:00 |                                   |
| قبرص                        | 1                   | ت ع م+02:00 (توقيت شرق أوروبا) | توقيت قبرص                        |
| التشيك                      | 1                   | ت ع م+01:00 (توقيت وسط أوروبا) (توقيت التشيك) | توقيت التشيك                      |
| جيبوتي                      | 1                   | ت ع م+03:00 (توقيت شرق أفريقيا) |                                   |
| دومينيكا                    | 1                   | ت ع م-04:00 |                                   |
| جمهورية الدومينيكان         | 1                   | ت ع م-04:00 |                                   |
| تيمور الشرقية               | 1                   | ت ع م+09:00 | توقيت تيمور الشرقية               |
| مصر                         | 1                   | ت ع م+02:00 (توقيت شرق أوروبا) | توقيت مصر القياسي                 |
| إلسلفادور                   | 1                   | ت ع م−06:00 |                                   |
| غينيا الإستوائية            | 1                   | ت ع م+01:00 (توقيت غرب أفريقيا) |                                   |
| إريتريا                     | 1                   | ت ع م+03:00 (توقيت شرق أفريقيا) |                                   |
| إستونيا                     | 1                   | ت ع م+02:00 (توقيت شرق أوروبا) |                                   |
| سوازيلاند                   | 1                   | ت ع م+02:00 |                                   |
| إثيوبيا                     | 1                   | ت ع م+03:00 (توقيت شرق أفريقيا) | توقيت إثيوبيا                     |
| فيجي                        | 1                   | ت ع م+12:00 | توقيت فيجي                        |
| فنلندا                      | 1                   | ت ع م+02:00 (توقيت شرق أوروبا) | Time in Finland                   |
| الغابون                     | 1                   | ت ع م+01:00 (توقيت غرب أفريقيا) |                                   |
| غامبيا                      | 1                   | ت ع م±00:00 |                                   |
| جورجيا                      | 1                   | ت ع م+04:00 | توقيت جورجيا                      |
| ألمانيا                     | 1                   | ت ع م+01:00 (توقيت وسط أوروبا) | توقيت ألمانيا                     |
| غانا                        | 1                   | ت ع م±00:00 | توقيت غانا                        |
| اليونان                     | 1                   | ت ع م+02:00 (توقيت شرق أوروبا) | توقيت اليونان                     |
| غرينادا                     | 1                   | ت ع م-04:00 |                                   |
| غواتيمالا                   | 1                   | ت ع م−06:00 |                                   |
| غينيا                       | 1                   | ت ع م±00:00 |                                   |
| غينيا بيساو                 | 1                   | ت ع م±00:00 |                                   |
| غيانا                       | 1                   | ت ع م-04:00 |                                   |
| هايتي                       | 1                   | ت ع م-05:00 |                                   |
| هندوراس                     | 1                   | ت ع م−06:00 |                                   |
| هونغ كونغ                   | 1                   | ت ع م+08:00 (HKT) | توقيت هونغ كونغ                   |
| هنغاريا                     | 1                   | ت ع م+01:00 (توقيت وسط أوروبا) | توقيت هنغاريا                     |
| أيسلندا                     | 1                   | ت ع م±00:00 | توقيت أيسلندا                     |
| الهند                       | 1                   | ت ع م+05:30 (توقيت الهند) | توقيت الهند                       |
| إيران                       | 1                   | ت ع م+03:30 (توقيت إيران) | توقيت إيران                       |
| العراق                      | 1                   | ت ع م+03:00 | توقيت العراق                      |
| أيرلندا                     | 1                   | ت ع م±00:00 (توقيت غرب أوروبا) | توقيت أيرلندا                     |
| إسرائيل                     | 1                   | ت ع م+02:00 (توقيت إسرائيل) | توقيت إسرائيل                     |
| إيطاليا                     | 1                   | ت ع م+01:00 (توقيت وسط أوروبا) | توقيت إيطاليا                     |
| ساحل العاج                  | 1                   | ت ع م±00:00 |                                   |
| جامايكا                     | 1                   | ت ع م-05:00 | توقيت جامايكا                     |
| اليابان                     | 1                   | ت ع م+09:00 (توقيت اليابان) | توقيت اليابان                     |
| الأردن                      | 1                   | ت ع م+02:00 | توقيت الأردن                      |
| كينيا                       | 1                   | ت ع م+03:00 (توقيت شرق أفريقيا) | توقيت شرق أفريقيا                 |
| كوريا الشمالية              | 1                   | ت ع م+09:00 (توقيت بيونغ يانغ) | توقيت كوريا الشمالية              |
| كوريا الجنوبية              | 1                   | ت ع م+09:00 (توقيت كوريا الجنوبية) | توقيت كوريا الجنوبية              |
| الكويت                      | 1                   | ت ع م+03:00 (Arabia Standard Time) | توقيت الكويت                      |
| قيرغيزستان                  | 1                   | ت ع م+06:00 | توقيت قيرغيزست                    |
| لاوس                        | 1                   | ت ع م+07:00 | توقيت لاوس                        |
| لاتفيا                      | 1                   | ت ع م+02:00 (توقيت شرق أوروبا) |                                   |
| لبنان                       | 1                   | ت ع م+02:00 (توقيت شرق أوروبا) | توقيت لبنان                       |
| ليسوتو                      | 1                   | ت ع م+02:00 |                                   |
| ليبيريا                     | 1                   | ت ع م±00:00 |                                   |
| ليبيا                       | 1                   | ت ع م+02:00 (توقيت شرق أوروبا) |                                   |
| ليختنشتاين                  | 1                   | ت ع م+01:00 (توقيت وسط أوروبا) | توقيت ليشتنشتاين                  |
| ليتوانيا                    | 1                   | ت ع م+02:00 (توقيت شرق أوروبا) | توقيت ليتوانيا                    |
| لوكسمبورغ                   | 1                   | ت ع م+01:00 (توقيت وسط أوروبا) | توقيت لكسمبورغ                    |
| ماكاو                       | 1                   | ت ع م+08:00 (Macau Standard Time) | التوقيت في الصين                  |
| مدغشقر                      | 1                   | ت ع م+03:00 (توقيت شرق أفريقيا) |                                   |
| مالاوي                      | 1                   | ت ع م+02:00 (CAT) |                                   |
| ماليزيا                     | 1                   | ت ع م+08:00 (توقيت ماليزيا) | توقيت ماليزيا                     |
| المالديف                    | 1                   | ت ع م+05:00 | توقيت جزر المالديف                |
| مالي                        | 1                   | ت ع م±00:00 |                                   |
| مالطا                       | 1                   | ت ع م+01:00 (توقيت وسط أوروبا) | توقيت مالطا                       |
| جزر مارشال                  | 1                   | ت ع م+12:00 | Time in the Marshall Islands      |
| موريتانيا                   | 1                   | ت ع م±00:00 |                                   |
| موريشيوس                    | 1                   | ت ع م+04:00 (توقيت موريشيوس) |                                   |
| مولدوفا                     | 1                   | ت ع م+02:00 (توقيت شرق أوروبا) | Time in Moldova                   |
| موناكو                      | 1                   | ت ع م+01:00 (توقيت وسط أوروبا) | Time in Monaco                    |
| الجبل الأسود                | 1                   | ت ع م+01:00 (توقيت وسط أوروبا) | Time in Montenegro                |
| المغرب                      | 1                   | توقيت عالمي منسق (توقيت وسط أوروبا) |                                   |
| موزمبيق                     | 1                   | ت ع م+02:00 (CAT) |                                   |
| ميانمار                     | 1                   | ت ع م+06:30 (MST) | توقيت ميانمار                     |
| ناميبيا                     | 1                   | ت ع م+01:00 (توقيت غرب أفريقيا) | توقيت ناميبيا                     |
| ناورو                       | 1                   | ت ع م+12:00 |                                   |
| نيبال                       | 1                   | ت ع م+05:45 (توقيت نيبال) | توقيت نيبال                       |
| نيكاراغوا                   | 1                   | ت ع م−06:00 |                                   |
| النيجر                      | 1                   | ت ع م+01:00 (توقيت غرب أفريقيا) |                                   |
| نيجيريا                     | 1                   | ت ع م+01:00 (توقيت غرب أفريقيا) |                                   |
| شمال مقدونيا                | 1                   | ت ع م+01:00 (توقيت وسط أوروبا) | توقيت شمال مقدونيا                |
| النرويج                     | 1                   | ت ع م+01:00 (توقيت وسط أوروبا) | التوقيت في النرويج                |
| عمان                        | 1                   | ت ع م+04:00 | توقيت سلطنة عمان                  |
| باكستان                     | 1                   | ت ع م+05:00 (توقيت باكستان) | توقيت باكستان                     |
| بالاو                       | 1                   | ت ع م+09:00 | توقيت بالاو                       |
| فلسطين                      | 1                   | ت ع م+02:00 | توقيت فلسطين                      |
| بنما                        | 1                   | ت ع م-05:00 |                                   |
| باراغواي                    | 1                   | ت ع م-04:00 | توقيت باراغواي                    |
| بيرو                        | 1                   | ت ع م-05:00 (توقيت بيرو) | توقيت بيرو                        |
| الفلبين                     | 1                   | ت ع م+08:00 (توقيت الفلبين) | توقيت الفلبين                     |
| بولندا                      | 1                   | ت ع م+01:00 (توقيت وسط أوروبا) | توقيت بولندا                      |
| قطر                         | 1                   | ت ع م+03:00 (Arabia Standard Time) | توقيت قطر                         |
| رومانيا                     | 1                   | ت ع م+02:00 (توقيت شرق أوروبا) | توقيت رومانيا                     |
| رواندا                      | 1                   | ت ع م+02:00 (CAT) |                                   |
| سانت كيتس ونيفيس            | 1                   | ت ع م-04:00 |                                   |
| سانت لوسيا                  | 1                   | ت ع م-04:00 |                                   |
| سانت فينسنت والغرينادين     | 1                   | ت ع م-04:00 |                                   |
| ساموا                       | 1                   | ت ع م+13:00 | توقيت ساموا                       |
| سان مارينو                  | 1                   | ت ع م+01:00 (توقيت وسط أوروبا) |                                   |
| ساو تومي وبرينسيب           | 1                   | ت ع م±00:00 |                                   |
| السعودية                    | 1                   | ت ع م+03:00 (Arabia Standard Time) | توقيت السعودية                    |
| السنغال                     | 1                   | ت ع م±00:00 |                                   |
| صربيا                       | 1                   | ت ع م+01:00 (توقيت وسط أوروبا) | توقيت صربيا                       |
| سيشل                        | 1                   | ت ع م+04:00 (Seychelles Time) |                                   |
| سيراليون                    | 1                   | ت ع م±00:00 |                                   |
| سنغافورة                    | 1                   | ت ع م+08:00 (SST [الإنجليزية]) | توقيت سنغافورة                    |
| سلوفاكيا                    | 1                   | ت ع م+01:00 (توقيت وسط أوروبا) | توقيت سلوفاكيا                    |
| سلوفينيا                    | 1                   | ت ع م+01:00 (توقيت وسط أوروبا) | توقيت سلوفانيا                    |
| جزر سليمان                  | 1                   | ت ع م+11:00 | توقيت جزر سليمان                  |
| الصومال                     | 1                   | ت ع م+03:00 (توقيت شرق أفريقيا) |                                   |
| جنوب السودان                | 1                   | ت ع م+02:00 (CAT) |                                   |
| سريلانكا                    | 1                   | ت ع م+05:30 (SLST) | توقيت سريلانكا                    |
| السودان                     | 1                   | ت ع م+02:00 |                                   |
| سورينام                     | 1                   | ت ع م−03:00 |                                   |
| السويد                      | 1                   | ت ع م+01:00 (توقيت وسط أوروبا) | توقيت السويد                      |
| سويسرا                      | 1                   | ت ع م+01:00 (توقيت وسط أوروبا) | توقيت سويسرا                      |
| سوريا                       | 1                   | ت ع م+02:00 (توقيت شرق أوروبا) | توقيت سوريا                       |
| تايوان                      | 1                   | ت ع م+08:00 | توقيت تايوان                      |
| طاجيكستان                   | 1                   | ت ع م+05:00 | توقيت طاجيكستان                   |
| تنزانيا                     | 1                   | ت ع م+03:00 (توقيت شرق أفريقيا) |                                   |
| تايلند                      | 1                   | ت ع م+07:00 (THA) | توقيت تايلاند                     |
| توغو                        | 1                   | ت ع م±00:00 |                                   |
| تونغا                       | 1                   | ت ع م+13:00 | توقيت تونغا                       |
| ترينيداد وتوباغو            | 1                   | ت ع م-04:00 (توقيت الأطلنطي الموحد) | توقيت ترينيداد وتوباغو            |
| تونس                        | 1                   | ت ع م+01:00 (توقيت وسط أوروبا) |                                   |
| تركيا                       | 1                   | ت ع م+03:00 (توقيت تركيا) | توقيت تركيا                       |
| تركمانستان                  | 1                   | ت ع م+05:00 | توقيت تركمانستان                  |
| توفالو                      | 1                   | ت ع م+12:00 | توقيت توفالو                      |
| أوغندا                      | 1                   | ت ع م+03:00 (توقيت شرق أفريقيا) |                                   |
| الإمارات العربية المتحدة    | 1                   | ت ع م+04:00 | توقيت الإمارات العربية المتحدة    |
| أوروغواي                    | 1                   | ت ع م−03:00 | توقيت أوروغواي                    |
| أوزبكستان                   | 1                   | ت ع م+05:00 (توقيت أوزبكستان) | توقيت أوزبكستان                   |
| فانواتو                     | 1                   | ت ع م+11:00 | توقيت فانواتو                     |
| الفاتيكان                   | 1                   | ت ع م+01:00 (توقيت وسط أوروبا) |                                   |
| فنزويلا                     | 1                   | ت ع م-04:00 توقيت فنزويلا |                                   |
| فيتنام                      | 1                   | ت ع م+07:00 (Indochina Time) | توقيت فيتنام                      |
| اليمن                       | 1                   | ت ع م+03:00 | توقيت اليمن                       |
| زامبيا                      | 1                   | ت ع م+02:00 (CAT) |                                   |
| زيمبابوي                    | 1                   | ت ع م+02:00 (CAT) |                                   |